# Saison 1999-2000 de snooker
Navigation
1998-1999 2000-2001
La saison 1999-2000 de snooker est la 32e saison de snooker. Elle regroupe 27 tournois organisés par la WPBSA entre le 21 mai 1999 et juin 2000.

## Nouveautés
- Deux tournois changent de nom : le challenge de la charité devient la coupe des champions, tandis que l'International de Chine devient l'Open de Chine.
- Intégration au calendrier de deux tournois ponctuels, la coupe du millénaire et les Masters Seniors.
- Les tournois suivants ne sont pas reconduits : le Super Challenge, la Super ligue des champions, l'Open d'Irlande et les Masters d'Allemagne.

## Calendrier
| C = Tournoi classé (professionnel)              |
| NC = Tournoi non classé (professionnel)         |
| TE = Tournoi par équipes (professionnel)        |
| P/A = Tournoi pro-am (professionnel et amateur) |
| CRU = Circuit du Royaume-Uni (amateur)          |
| TS = Tournoi seniors (professionnel)            |

| Dates (mois-jour) | Dates (mois-jour) | Tournoi                            | Lieu        | Site                             | Cat. | Vainqueur          | Finaliste           | Score | Références |
| 05-21             | 05-24             | Open d'Autriche                    | Wels        | BRP Hall                         | P/A  | Lee Richardson     | Darren Paris        | 5-1   |            |
| 07-23             | 07-25             | Coupe du millénaire                | Hong Kong   | Regent Hotel                     | NC   | Stephen Lee        | Ronnie O'Sullivan   | 7-2   | [ 1 ]      |
| 08-28             | 09-05             | Coupe des champions                | Croydon     | Fairfield Halls                  | NC   | Stephen Hendry     | Mark Williams       | 7-5   | [ 2 ]      |
| 09-08             | 09-19             | Open de Grande-Bretagne            | Plymouth    | Plymouth Pavilions               | C    | Stephen Hendry     | Peter Ebdon         | 9–5   | [ 3 ]      |
| 09–28             | 10-03             | Masters d'Écosse                   | Motherwell  | Civic Centre                     | NC   | Matthew Stevens    | John Higgins        | 9–7   | [ 4 ]      |
| 10–05             | 10–10             | Circuit du Royaume-Uni (épreuve 1) | Oldham      | Riley's                          | CRU  | Matt Wilson        | Barry Hawkins       | 6-4   | [ 5 ]      |
| 10–11             | 10–24             | Grand Prix                         | Preston     | Preston Guild Hall               | C    | John Higgins       | Mark Williams       | 9–8   | [ 6 ]      |
| 10-??             | 10-??             | Tournoi Pontins pro-am (automne)   | Prestatyn   | Pontins                          | P/A  | Craig Butler (en)  | Matthew Farrant     | 5-4   |            |
| 11-05             | 11-16             | Championnat Benson & Hedges        | Malvern     | Willie Thorne Snooker Centre     | NC   | Ali Carter         | Simon Bedford (en)  | 9–4   | [ 7 ]      |
| 11–13             | 11-28             | Championnat du Royaume-Uni         | Bournemouth | Bournemouth International Centre | C    | Mark Williams      | Matthew Stevens     | 10–8  | [ 8 ]      |
| 11-??             | 11-??             | Championnat de Merseyside          | Liverpool   | George Scott Snooker Club        | NC   | Stuart Bingham     | Stuart Pettman (en) | 5-1   |            |
| 12-11             | 12-19             | Open de Chine                      | Shanghai    | JC Mandarin Hotel                | C    | Ronnie O'Sullivan  | Stephen Lee         | 9-2   | [ 9 ]      |
| 01-15             | 01-23             | Coupe des nations                  | Reading     | The Hexagon                      | TE   | Angleterre         | Pays de Galles      | 6-4   |            |
| 01-23             | 01-25             | Circuit du Royaume-Uni (épreuve 2) | Swindon     | Jesters Snooker Club             | CRU  | Andrew Higginson   | Scott MacKenzie     | 6-3   | [ 10 ]     |
| 01–24             | 01-30             | Open du pays de Galles             | Cardiff     | Cardiff International Arena      | C    | John Higgins       | Stephen Lee         | 9–8   | [ 11 ]     |
| 02–06             | 02–13             | Masters                            | Londres     | Wembley Conference Centre        | NC   | Matthew Stevens    | Ken Doherty         | 10–8  | [ 12 ]     |
| 02-20             | 02-27             | Grand Prix de Malte                | La Valette  | Mediterranean Conference Centre  | C    | Ken Doherty        | Mark Williams       | 9-3   | [ 13 ]     |
| 03–03             | 03–11             | Masters de Thaïlande               | Bangkok     | Riverside Montien Hotel          | C    | Mark Williams      | Stephen Hendry      | 9–5   | [ 14 ]     |
| 03-16             | 03-18             | Circuit du Royaume-Uni (épreuve 3) | Stockport   | Riley's                          | CRU  | Simon Bedford (en) | Barry Hawkins       | 6-5   | [ 15 ]     |
| 03–21             | 03–26             | Masters d'Irlande                  | Kill        | Goff's                           | NC   | John Higgins       | Stephen Hendry      | 9-4   | [ 16 ]     |
| 03-28             | 04-09             | Open d'Écosse                      | Aberdeen    | A.E.C.C.                         | C    | Ronnie O'Sullivan  | Mark Williams       | 9–1   | [ 17 ]     |
| 04-10             | 04-12             | Circuit du Royaume-Uni (épreuve 4) | Swindon     | Jesters Snooker Club             | CRU  | Barry Hawkins      | Craig Butler (en)   | 6-1   | [ 18 ]     |
| 04–15             | 05–01             | Championnat du monde               | Sheffield   | Crucible Theatre                 | C    | Mark Williams      | Matthew Stevens     | 18–16 | [ 19 ]     |
| 01-08             | 05–06             | Première ligue                     | Colchester  | Charter Hall                     | NC   | Stephen Hendry     | Mark Williams       | 9-5   | [ 20 ]     |
| 05–13             | 05–20             | Tournoi Pontins professionnel      | Prestatyn   | Pontins                          | NC   | Darren Morgan      | Jimmy White         | 9–2   | [ 21 ]     |
| 05–27             | 05–28             | Masters Seniors                    | Londres     | Royal Automobile Club            | TS   | Willie Thorne      | Cliff Thorburn      | 1-0   | [ 22 ]     |
| 06-??             | 06-??             | Tournoi Pontins pro-am (printemps) | Prestatyn   | Pontins                          | P/A  | Ian Preece (en)    | Scott MacKenzie     | 7-4   |            |

## Classement mondialen début et fin de saison

### Classement après lechampionnat du monde 1999
| Rang | Évol.         | Joueur            |
| 1    | 1             | John Higgins      |
| 2    | 1             | Stephen Hendry    |
| 3    | 4             | Ronnie O'Sullivan |
| 4    | 1             | Ken Doherty       |
| 5    | 1             | Mark Williams     |
| 6    | en stagnation | John Parrott      |
| 7    | 2             | Peter Ebdon       |
| 8    | 2             | Alan McManus      |
| 9    | 7             | Stephen Lee       |
| 10   | 1             | Tony Drago        |
| 11   | 3             | Anthony Hamilton  |
| 12   | 3             | Alain Robidoux    |
| 13   | 5             | Nigel Bond        |
| 14   | 1             | Steve Davis       |
| 15   | 3             | James Wattana     |
| 16   | 4             | Mark King         |

### Classement après lechampionnat du monde 2000
| Rang | Évol.         | Joueur            |
| 1    | en stagnation | John Higgins      |
| 2    | en stagnation | Stephen Hendry    |
| 3    | 2             | Mark Williams     |
| 4    | 1             | Ronnie O'Sullivan |
| 5    | 1             | John Parrott      |
| 6    | 3             | Stephen Lee       |
| 7    | 3             | Ken Doherty       |
| 8    | en stagnation | Alan McManus      |
| 9    | 15            | Matthew Stevens   |
| 10   | 1             | Anthony Hamilton  |
| 11   | 9             | Fergal O'Brien    |
| 12   | 12            | Paul Hunter       |
| 13   | 6             | Peter Ebdon       |
| 14   | 2             | Mark King         |
| 15   | 1             | Steve Davis       |
| 16   | 2             | Jimmy White       |